# 카니 카르시아
카니 카르시아(Kany García, 1982년 9월 25일 ~ )는 푸에르토리코의 싱어송라이터이다. 2008 라틴 그래미상 신인상 수상자이다.

## 음반 목록
- Cualquier Día (2007)
- Boleto de Entrada (2009)
- Kany Garcia (2012)
- Limonada (2016)
- Soy Yo (2018)
- Contra el Viento (2019)
- El Amor Que Merecemos (2022)